# Euromir-95
Euromir-95 var Europeiska rymdorganisationens första längre rymdfärd.

## Besättning
- Thomas A. Reiter var primärbesättning.
- Christer Fuglesang var reservbesättning.

## Uppdragets start och landning

### Uppdragets start
Färden startade med Sojuz TM-22 3 september 1995

### Uppdragets landning
Landningen skedde 29 februari 1996